# Isabelle Welton
Isabelle Welton (* 1963 als Isabelle Christine Lalive d’Epinay) ist eine Schweizer Managerin und Unternehmerin. Sie führt als erste Verwaltungsratspräsidentin die NZZ.

## Ausbildung
Isabelle Lalive d’Epinay stammt aus einem ursprünglich französischen, in Fribourg eingebürgerten Adelsgeschlecht. Der ehemalige Verwaltungsratspräsident der SBB Thierry Lalive d’Epinay ist ihr Onkel. Sie wuchs in Baden auf und machte ein Jus-Studium an der Universität Zürich. Dabei lernte sie ihren amerikanischen Ehemann kennen, nahm bei der Heirat seinen Namen an und gab ihren Mädchennamen auf, denn sie habe sich immer über ihre Leistung, nicht über ihre Herkunft definiert. Nach dem Studium wollte Isabelle Welton ein Land erleben, «in dem die Post abging»: In Tokio leitete sie Custody und Securities Lending der amerikanischen Citibank. Ab 1990 zurück in der Schweiz, arbeitete sie in Genf und in Zürich in Werbeagenturen, darauf für die externe Kommunikation der «Zürich»-Versicherung.

## Karriere
Isabelle Welton fing 2003 bei IBM Schweiz an, weil sie wusste, «dass man bei IBM alle paar Jahre intern wechseln konnte, und zwar auch in ganz andere Abteilungen». Sie stieg als Zuständige für Marketing und Kommunikation schnell in die Geschäftsleitung auf, führte ab 2010 die Ländergesellschaft als erste Frau und wechselte 2012 zu IBM Europe. 2013 ging sie wieder zur «Zürich»-Versicherung, als Stabschefin, Chefin der Human Resources und Chefin von Marketing und Kommunikation, verliess das Unternehmen 2017 aber nach internen Konflikten. 2018 gründete sie ihre Firma Rubidia, die Strategieberatung anbietet. Seit 2013 arbeitet sie neben wichtigen Wirtschaftsführern im Stiftungsausschuss des Lucerne Festival mit, seit 2019 im Verwaltungsrat des Immobilien-Investors Avobis Group und seit 2020 in jenem des Pharma-Unternehmens Siegfried Holding.
In den Verwaltungsrat der NZZ kam Isabelle Welton 2013. Dieser wählte sie im Oktober 2022 als erste Frau ins Präsidium – und als erste in diesem Amt, «die zumindest etwas Berufserfahrung in der Welt der Medien hat», wie der Medienkritiker Kurt W. Zimmermann feststellte. Sie trat das Amt, als Nachfolgerin von Etienne Jornod, an der Generalversammlung vom 15. April 2023 an. In ihrer Antrittsrede betonte sie, die NZZ werde weiterhin den «unbedingten Fokus auf Qualitätsjournalismus mit liberalem Kompass» legen.

## Persönliches
Isabelle Welton hat einen Sohn (* 1991) und eine Tochter (* 1993). Sie wohnt in Zug.